# Shavo Odadjian
Shavo Odadjian (örményül:Շավո Օդադջյան) (Jereván, 1974. április 22. –) amerikai–örmény zenész. A System of a Down együttes basszusgitárosa, valamint tagja az Achozen nevű formációnak is.

## Pályafutása
Shavo Odadjian Jerevánban született. Fiatal volt még, amikor átköltöztek Los Angelesbe. Későbbi System of a Down-társaival Serj Tankiannal és Daron Malakiannal járt itt egy iskolába, az Alex Pilibos Általános Iskolába, amely helyi Örmény iskola. Serj, mivel idősebb Shavo-nál, egy korábbi évfolyamon járt, de Daronnal együtt tanultak itt. Shavo fiatal korában rengeteget gördeszkázott, valamint főként punkot és heavy metalt hallgatott. Kedvenc zenekarai között van a Dead Kennedys, a Slayer, a The Beatles, valamint a Black Sabbath. Kisgyerekként Örményországban ABBÁ-t hallgatott. Zenei karrierje megkezdése előtt pedig többek között kebab-eladóként és bankárként is dolgozott.
1993-ban Shavo egy bankban dolgozott, mellette gitározott és basszusgitározott egy másik helyi együttesben. Nagyon érdekelte Serj és Daron Soil nevű együttese, végül felkérték a zenekar menedzselésére. 1995-ben a Soil néhány fontos változáson esett keresztül, elvették Shavotól a menedzseri feladatokat és helyette a zenekar állandó basszusgitárosává tették meg, valamint megtalálták a megfelelő dobost is John Dolmayan személyében. Nevük innentől fogva System of a Down lett.
Amellett, hogy egy zenekarban basszusgitározik, Shavo lemezlovasként is dolgozik. Többször részt is vett DJ-ként fesztiválokon, és vendégszerepelt Serj Tankian Arto Tuncboyaciyannal közösen készített projektanyagában is.
Shavo videóklip-rendezőként is kipróbálta magát, ő rendezte a Toxicity, a Chop Suey!, az Aerials, valamint a Hypnotize dalok videóklipjét, és részt vett a Toxicity borítójának tervezésében is. Ezen kívül más együtteseknek is készített klipeket, illetve statisztaként szerepelt a Zoooander c. filmben, valamint feltűnt Arnold Schwarzenegger mellett az AC/DC Big Gun című videójában is.
A System of a Down 2011-ben visszatért az 5 éves szünet után. Shavo jelenleg együttesével a zenekar visszatérő turnéján játszik.

## Achozen
Miután 2006-ban a System of a Down szünetet tartott, Shavo létrehozott egy Achozen nevű hiphop formációt. A Wu-Tang Clan egyik alapítójával RZA-vel, a Killarmy-ból Kinetic 9-cel és egy chicagói zenésszel Reverend William Burke-al dolgozik a projektben.

## Lemezei

### System of a Down
- System of a Down (1998)
- Toxicity (2001)
- Steal This Album! (2002)
- Mezmerize (2005)
- Hypnotize (2005)

### Achozen
- The Album (TBA)

### Közreműködőként
- George Clinton – George Clinton and His Gangsters of Love (2008)[13]

## Hangszerei
Basszusgitárok
- Gibson Thunderbird – Shavo Odadjian's Signature Bass Line (hamarosan)
- Gibson Thunderbird IV – Odadjian fő hangszere
- Music Man StingRay
- Ibanez BTB-405
- Dean guitars

Effektek
- Tech 21 SansAmp bass pedal

Erősítők
- Ashdown Engineering ABM900 Evo II heads – x4
- Ashdown 8x10" Cabinets – x4

Egyéb
- Ernie Ball "Power Slinky Bass"[16]
- Gibson Les Paul

## Díjai
- 2002-ben Grammy-díjra jelölték a Chop Suey! című számukat a legjobb metal előadás kategóriában.
- 2005-ben a System of a Down megnyerte első Grammy-díját a B.Y.O.B.-vel a Legjobb Hard Rock Előadás kategóriában.
- 2006-ban megnyerték "MTV Good Woodie Award"-ot a "Question"-nel.
- 2007-ben Grammy-díjra jelölték Lonely Day című számukat a Legjobb Hard Rock Előadás kategóriában.